# 大西隆之
大西 隆之（おおにし たかゆき、1951年8月29日 - ）は日本の作曲家。

## 経歴
三重県出身。1974年まで国立音楽大学で作曲を田中利光、増田宏三、高原宏文に師事。大学卒業後、1976年から1978年までウィーン国立音楽大学に留学し、E.ウァバンナーに師事。帰国後は聖徳学園岐阜教育大学（現在の岐阜聖徳学園大学）や名古屋短期大学で講師を務め、岐阜聖徳学園大学教育学部教授を経て、2022年4月より同大学名誉教授。

## 主な作品

### 管弦楽
- 序曲「黙示録」
- バラード「津軽幻想」
- 狂詩曲 第1番「津軽」
- 狂詩曲 第2番「和泉」
- 狂詩曲 第3番「阿波」
- 狂詩曲 第4番「オリオン」
- ヴォカリーズ 第1番
- ヴォカリーズ 第2番「時の彼方に」
- ヴォカリーズ 第3番「絶えざる歌」
- ヴォカリーズ 第4番「春のアリア」
- ヴォカリーズ 第5番「天空（そら）へ」
- ヴォカリーズ 第6番「惜別の雨音」
- ヴォカリーズ 第7番「暖かき冬の日々」

### 吹奏楽
- 行進曲「風の舞」
- 狂詩曲「天響の宴」

### マンドリンオーケストラ
- バラード 第1番「序・破・急」
- バラード 第2番「瑞雲の変容」
- バラード 第3番「水麗の章」
- バラード 第4番「虚応」
- バラード 第5番「清華の舞」
- バラード 第6番「黎明の章」
- バラード 第7番「風の踊り唄」
- バラード 第8番「彷徨」
- バラード 第9番「蓮上歌」
- バラード 第10番「風色の断章」
- バラード 第11番「或る歌の…」
- バラード 第12番「風の章」
- バラード 第13番「弥生の空は」
- バラード 第14番「過ぎし日は遠く」
- バラード 第15番「木漏れ日の午後」
- セレナード第1番「蒼月の詩」

### 室内楽
- 打楽器とピアノの為の「交錯」
- アルトサクソフォーンの為の三章
- チェロの為の二章「枯愁」